# Dębowice
Dębowice – osada w Polsce położona w województwie wielkopolskim, w powiecie kolskim, w gminie Olszówka.
Wieś szlachecka położona była w drugiej połowie XVI wieku w powiecie łęczyckim województwa łęczyckiego. W latach 1975–1998 miejscowość administracyjnie należała do województwa konińskiego.